# 2. ŽNL Dubrovačko-neretvanska 2006./07.
2. ŽNL Dubrovačko-neretvanska u sezoni 2006./07. je predstavljala drugi stupanj županijske lige u Dubrovačko-neretvanskoj županiji, te ligu šestog stupnja hrvatskog nogometnog prvenstva. 
Sudjelovalo je deset klubova, a prvak je bla "Iskra" iz Janjine.

## Sustav natjecanja
Deset klubova je igralo dvokružnim liga-sustavom (18 kola).

## Momčadi
- Dubrovnik 1919 – Dubrovnik
- Faraon – Trpanj
- Grk – Potomje
- Iskra – Janjina
- Jadran 1929 – Smokvica
- Omladinac – Lastovo
- Ponikve – Ponikve
- Putniković – Putniković
- Rat – Kuna Pelješka
- SOŠK 1919 – Ston

## Ljestvica
| Poz. | Momčad               | U | P | N | I | G+ | G– | G+/– | Bod. |
| ---- | -------------------- | - | - | - | - | -- | -- | ---- | ---- |
| 1.   | Iskra (P)            | 0 | ? | ? | ? | ?  | ?  | —    | 40   |
| 2.   | Grk                  | 0 | ? | ? | ? | ?  | ?  | —    | 38   |
| 3.   | Putniković           | 0 | ? | ? | ? | ?  | ?  | —    | 31   |
| 4.   | Dubrovnik 1919       | 0 | ? | ? | ? | ?  | ?  | —    | 29   |
| 5.   | Faraon               | 0 | ? | ? | ? | ?  | ?  | —    | 22   |
| 6.   | Omladinac            | 0 | ? | ? | ? | ?  | ?  | —    | 20   |
| 7.   | SOŠK 1919 Ston       | 0 | ? | ? | ? | ?  | ?  | —    | 19   |
| 8.   | Rat                  | 0 | ? | ? | ? | ?  | ?  | —    | 18   |
| 9.   | Jadran 1929 Smokvica | 0 | ? | ? | ? | ?  | ?  | —    | 17   |
| 10.  | Ponikve              | 0 | ? | ? | ? | ?  | ?  | —    | 13   |

## Rezultatska križaljka
| kratica | klub                  | DUB | FAR | GRK | ISK | JAD | OML | PON | PUTN | RAT | SOŠK |
| --- | --------------------- | --- | --- | --- | --- | --- | --- | --- | ---- | --- | ---- |
| DUB | Dubrovnik 1919        |     |     |     |     |     |     |     |      |     |      |
| FAR | Faraon Trpanj         |     |     |     |     |     |     |     |      |     |      |
| GRK | Grk Potomje           |     |     |     |     |     |     |     |      |     |      |
| ISK | Iskra Janjina         |     |     |     |     |     |     |     |      |     |      |
| JAD | Jadran Smokvica       |     |     |     |     |     |     |     |      |     |      |
| OML | Omladinac Lastovo     |     |     |     |     |     |     |     |      |     |      |
| PON | Ponikve (Boljenovići) |     |     |     |     |     |     |     |      |     |      |
| PUT | Putniković            |     |     |     |     |     |     |     |      |     |      |
| RAT | Rat Kuna              |     |     |     |     |     |     |     |      |     |      |
| SOŠK | SOŠK 1919 Ston        |     |     |     |     |     |     |     |      |     |      |
| |                       |     |     |     |     |     |     |     |      |     |      |
| podebljan rezltat - utakmice od 1. do 9. kola (1. utakmica između klubova) rezultat normalne debljine - utakmice od 10. do 18. kola (2. utakmica između klubova) rezultat nakošen - nije vidljiv redoslijed odigravanja međusobnih utakmica iz dostupnih izvora rezultat nakošen i smanjen * - iz dostupnih izvora nije uočljiv domaćin susreta prekrižen rezultat - poništena ili brisana utakmica p - utakmica prekinuta 3:0 p.f. / 0:3 p.f. - rezultat 3:0 bez borbe n.i. - nije igrano |                       |     |     |     |     |     |     |     |      |     |      |

 Izvori: 

## Unutrašnje poveznice
- 2. ŽNL Dubrovačko-neretvanska
- 1. ŽNL Dubrovačko-neretvanska 2006./07.